# Marquesado de Puente de la Virgen
El Marquesado de Puente de la Virgen es un título nobiliario español creado por el rey Carlos III el 1 de noviembre de  1761 a favor de Alfonso Eduardo de Valenzuela y Valenzuela, Alférez Mayor de Andújar, Alguacil Mayor del Tribunal de la Inquisición de Córdoba.

## Marqueses de Puente de la Virgen
|                         | Titular                                       | Periodo                 |
| Creación por Carlos III | Creación por Carlos III                       | Creación por Carlos III |
| ----------------------- | --------------------------------------------- | ----------------------- |
| I                       | Alfonso Eduardo de Valenzuela y Valenzuela    | 1761-                   |
| II                      | Miguel de Valenzuela y Ayala                  |                         |
| III                     | Alonso de Valenzuela y Bernuy                 | ? -1837                 |
| IV                      | José María de Valenzuela y Lassús             | 1848-                   |
| V                       | Rafael de Valenzuela y González de Castejón   | 1900-1900               |
| VI                      | Adolfo de Valenzuela y Samaniego              | 1900-1927               |
| VII                     | María de la Concepción Valenzuela y Samaniego | 1928-1950               |
| VIII                    | María de los Ángeles Fontagud y Valenzuela    | 1952-1963               |
| IX                      | Irene Vázquez de Parga y Rojí                 | 1967-1989               |
| X                       | Manuel Vázquez de Parga y Rojí                | 1990-1991               |
| XI                      | Ana María Vázquez de Parga y Andrade          | 1991-actual titular     |

## Historia de los marqueses de Puente de la Virgen
- Alfonso Eduardo de Valenzuela y Valenzuela (n. en 1732), I marqués de Puente de la Virgen.

Le sucedió su hijo:
- Miguel de Valenzuela y Ayala, II marqués de Puente de la Virgen.

Le sucedió su hijo:
- Alonso de Valenzuela y Bernuy (1794-1837), III marqués de Puente de la Virgen.

El 27 de abril de 1848 le sucedió su hijo::
- José María de Valenzuela y Lassús, IV marqués de Puente de la Virgen. Fue grande de España. Grandeza extinguida.

En 1900 sucedió un sobrino nieto del segundo marqués:
- Rafael de Valenzuela y González de Castejón (1844-1900), V marqués de Puente de la Virgen.

Le sucedió su hijo:
- Adolfo de Valenzuela y Samaniego (1869-1927), VI marqués de Puente de la Virgen.

El 18 de julio de 1928 sucedió su hermana:
- María de la Concepción Valenzuela y Samaniego (1870-1950), VII marquesa de Puente de la Virgen, X marquesa de Caracena del Valle.

1. Casó con José Fontagud y Aguilera.

El 20 de junio de 1952 sucedió su hija:
- María de los Ángeles Fontagud y Valenzuela (1900-1963), VIII marquesa de Puente de la Virgen, VIII marquesa de Valverde de la Sierra, XVI condesa de Torrejón, grande de España, XI marquesa de Caracena del Valle, IX de marquesa de Monte Real. Nació el 24 de julio de 1900 en la calle de San Bernardo n.º 76 de Madrid, y fue bautizada el 11 de agosto en los Santos Justo y Pastor, y falleció soltera el 20 de enero de 1963 en su casa de la calle Covarrubias n.º 22 de Madrid.

Sucedió por Carta del 16 de junio de 1967 su sobrina segunda (hija de Manuel Vázquez de Parga y Valenzuela, su primo carnal).
- Irene Vázquez de Parga y Rojí (1927-2000), IX marquesa de Puente de la Virgen, IX marquesa de Valverde de la Sierra y XVII condesa de Torrejón, grande de España. Nació en El Ferrol el 23 de febrero de 1927 y falleció en Madrid el 22 de octubre de 2000.

1. Casó en la parroquial de la Concepción de Madrid el 14 de abril de 1950 con el Teniente General de Artillería Álvaro Lacalle Leloup, Presidente de la Junta de Jefes de Estado Mayor, Capitán General de la VII Región Militar (Valladolid), Secretario General de Asuntos Económicos de la Defensa, Presidente del Patronato de la Catedral de la Almudena, y poseedor de la gran cruz de la Orden del Mérito Militar, la gran cruz de la Orden del Mérito Naval, la gran cruz de la Orden del Mérito Civil, la gran cruz de la Orden de Isabel la Católica, la gran cruz de la Orden de San Hermenegildo y la gran cruz de la Orden de San Gregorio Magno, que nació en Haro (La Rioja) el 29 de octubre de 1928 y falleció en Madrid el 1.º de septiembre de 2004. Hijo de Domingo de Guzmán Lacalle y Matute, Presidente de Sala del Tribunal Supremo y Subsecretario del Ministerio de Justicia, natural de Nájera, y de Cándida Leloup y Goutier de Berbens, que lo era de Tolosa (Guipúzcoa). No tuvieron descendencia.

Sucedió (por cesión inter vivos),  su hermano que lo ostentó en 1990:
- Manuel Vázquez de Parga y Rojí (1929-2005), X marqués de Puente de la Virgen, X marqués de Valverde de la Sierra, XVIII conde de Torrejón, XIII marqués de Caracena del Valle, X de Tejada de San Llorente y XIII de Villabenázar

El 16 de mayo de 1991, por cesión, sucedió su hija:
- Ana María Vázquez de Parga y Andrade (n. en 1960), XI marquesa de Puente de la Virgen.